# Wolf-Heinrich von Helldorff

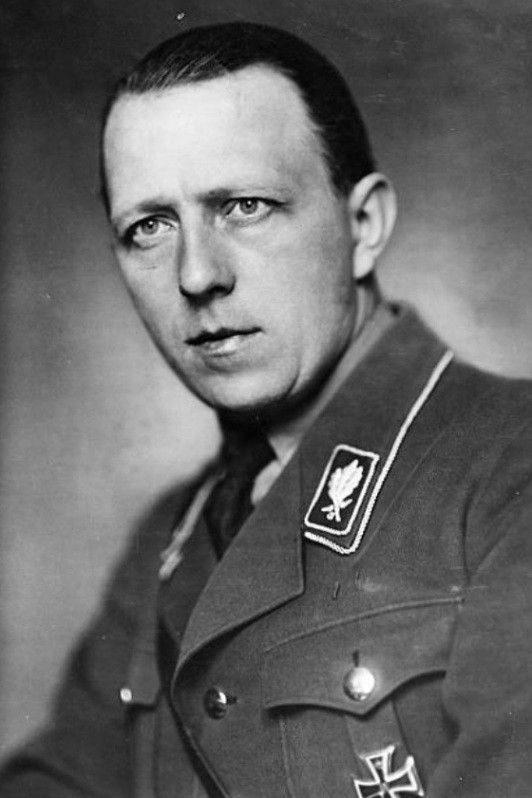
Wolf-Heinrich Graf von Helldorff in der Uniform eines SA-Gruppenführers

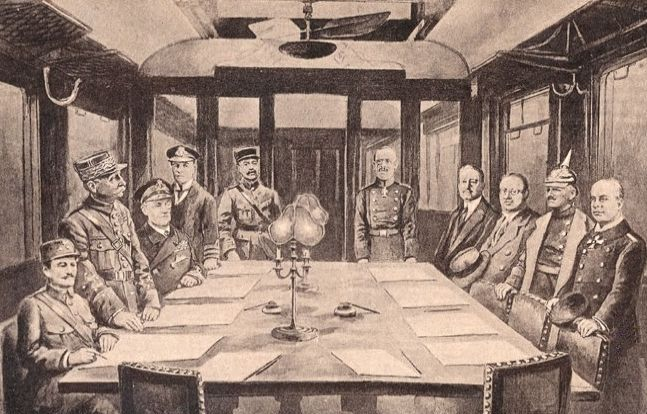
Salonwagen von Compiègne, 1918. (Zeitgenössische Darstellung; Helldorf stehend, 6. von links)

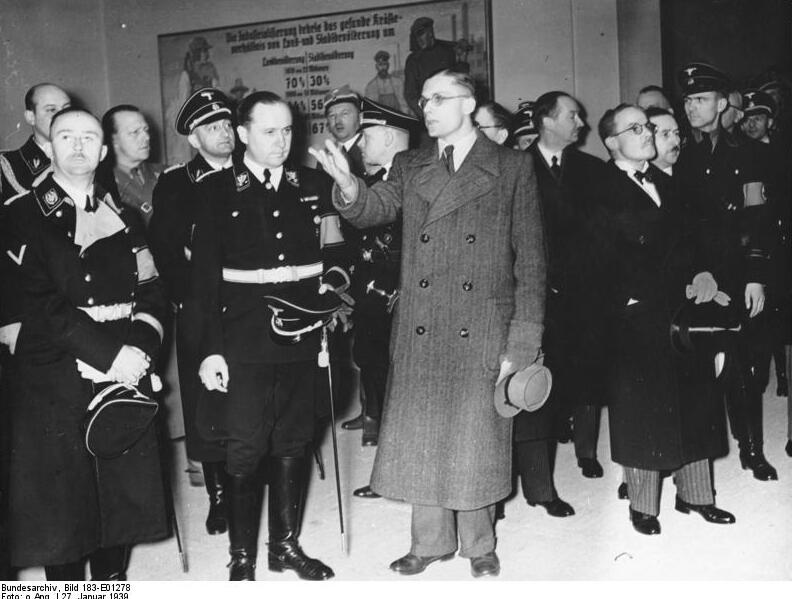
Heinrich Himmler und Richard Walther Darré beim Rundgang auf der Grünen Woche 1939: Helldorff ist rechts hinter Himmler im Bild. Rechts vorn (mit Fliege) der französische Botschafter Robert Coulondre

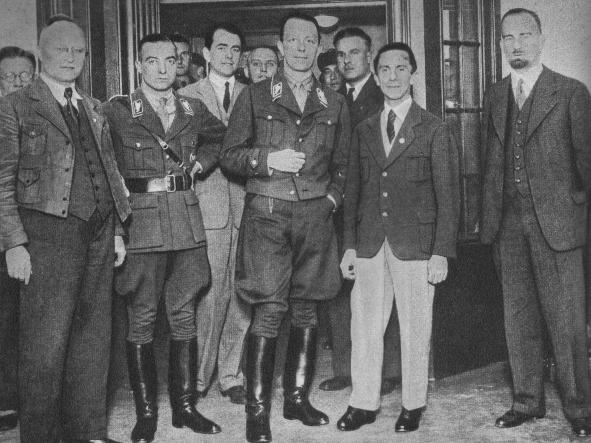
Gruppenfoto (1932) anlässlich des Umbaus des Berliner Gauhauses. Im Vordergrund (v. l. n. r.) Hans Meinshausen, Karl Ernst, Helldorff, Joseph Goebbels, Karl Hanke, und Albert Speer im Hintergrund mittig

Wolf-Heinrich Julius Otto Bernhard Fritz Hermann Ferdinand Graf von Helldorff, oftmals fälschlich Wolf Heinrich Graf von Helldorf, (* 14. Oktober 1896 in Merseburg; † 15. August 1944 in Berlin-Plötzensee), war ein deutscher Rittergutsbesitzer und nationalsozialistischer Politiker, der seit den frühen 1920er Jahren für die NSDAP kämpfte. Er wurde 1933 Reichstagsabgeordneter und Polizeipräsident von Potsdam, ab 1935 von Berlin. Er knüpfte ab 1938 Kontakte zu Widerstandskreisen und wurde nach dem Attentat vom 20. Juli 1944 hingerichtet.

## Leben
Wolf-Heinrich von Helldorff entstammte dem meißnischen Uradelsgeschlecht von Helldorff. Er war der Sohn des preußischen Rittmeisters Ferdinand von Helldorff (1869–?) und dessen erster Ehefrau Dorothea, geborene von Holy-Poniecitz (1874–1948), Tochter eines Generals. Die Ehe der Eltern wurde 1926 geschieden. Wolf-Heinrich ging auf das Gymnasium in Wernigerode und auf die Klosterschule Roßleben und ein Alumnat in Wernigerode.
Helldorff diente mit Ausbruch des Ersten Weltkriegs als Fahnenjunker im Thüringischen Husaren-Regiment Nr. 12 und wurde im März 1915 zum Leutnant befördert. Er avancierte im Krieg zum Rittmeister und qualifizierte sich als Dolmetscheroffizier. Als solcher war er bei den Ereignissen des Waffenstillstands von Compiègne anwesend und wurde von Matthias Erzberger auch als Kurier beauftragt.
Nach Kriegsende war er Angehöriger mehrerer Freikorps, darunter auch des Freikorps Roßbach. Wegen seiner Beteiligung am Kapp-Putsch floh er 1920 für einige Monate nach Italien.

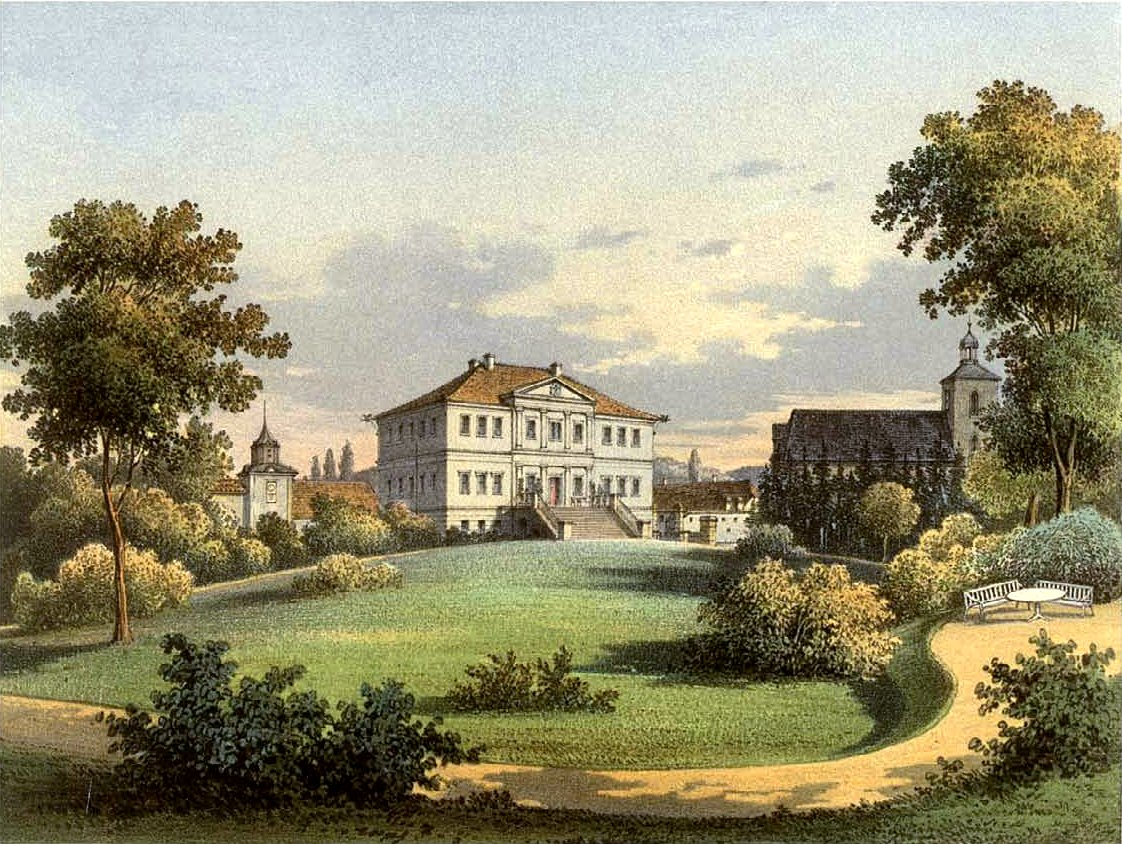
Rittergut Wohlmirstedt um 1860/61, Sammlung Alexander Duncker

Zwischen 1921 und 1928 bewirtschaftete Helldorff sein Rittergut in Wohlmirstedt. Von 1924 bis 1928 war er Mitglied des Landtages für die NSFP in Preußen. Zum 1. August 1930 trat er der NSDAP bei (Mitgliedsnummer 325.408); 1932 war Helldorff deren Fraktionsvorsitzender im Landtag.
Helldorff gewann im Sommer 1932 den späteren Reichsaußenminister Joachim von Ribbentrop, nach dessen eigenen Aussagen, für den Nationalsozialismus. Bereits 1931 war er der SA beigetreten und fungierte als SA-Führer in Berlin, im Sommer des gleichen Jahres für sechs Wochen als Leiter der SA-Gruppe Berlin-Brandenburg. Dort organisierte er am 12. September 1931, lange vor der Machtübertragung, den antisemitischen Kurfürstendamm-Krawall von 1931. Im darauf folgenden Strafverfahren kam Helldorff, der von Roland Freisler verteidigt wurde, mit einer geringen Strafe davon.
Im Jahr 1933 wurde ihm (formell) die SS-Führung von Berlin-Brandenburg anvertraut. In dieser Funktion gab er angeblich die Parole heraus, dass für jeden getöteten Nationalsozialisten jeweils zehn Marxisten zu sterben hätten. Er wurde bei den Wahlen im März 1933 in den Reichstag gewählt und gleichzeitig zum Polizeipräsidenten von Potsdam ernannt. Unmittelbar nach dem zweiten Kurfürstendamm-Krawall im Juli 1935 musste der Polizeipräsident in Berlin, Magnus von Levetzow, zurücktreten und wurde durch Helldorff ersetzt. Er war General der Polizei und erreichte in der SA den Rang eines Obergruppenführers; in der SS erhielt er den gleichen Dienstgrad als Ehrenrang.

## Verschuldung
Helldorff verlor 1928 sein ererbtes Rittergut. Sein Bankrott war nicht allein durch den Verfall der Agrarpreise zu erklären, vielmehr hatten Wettschulden und verschwenderischer Lebenswandel mit dazu beigetragen. Es wurde kolportiert, Helldorff habe sich bei Erik Jan Hanussen, dem bekannten jüdischen Hellseher, verschuldet und sei von ihm abhängig. Auch als Polizeipräsident machte Helldorff durch Spielschulden, Luxuskäufe, unbezahlte Rechnungen und Mietschulden von sich reden; es kam sogar zu Gehaltspfändungen. Mehrfach erhielt Helldorff zur Entschuldung zinslose „Darlehen“ in beträchtlicher Höhe, die ihm aus Parteikassen gezahlt wurden und die er nicht zurückzahlen musste.

## Antisemitismus
Helldorff hatte sich frühzeitig bei Übergriffen gegen Juden hervorgetan. Im März 1933 leitete er eine Gruppe von SA-Leuten, die das Krankenhaus Am Urban stürmten und den ärztlichen Direktor Hermann Zondek sowie weitere jüdische bzw. kommunistische Ärzte eigenmächtig absetzten. In seiner amtlichen Eigenschaft war Helldorff „ein eifriger Befürworter schärferer legaler Verfolgungsmaßnahmen“ gegen Berliner Juden. Joseph Goebbels notierte am 2. Juli 1938 im Tagebuch: „Helldorff will in Berlin ein Judenghetto errichten. Das sollen die reichen Juden selbst bezahlen. Das ist richtig. Ich unterstütze ihn dabei.“ Helldorff erließ im Juli 1938 „Richtlinien für die Behandlung von Judenangelegenheiten“, die in 76 Punkten kleinlichste Verwaltungsschikanen enthielten: Vorladungen vornehmlich am Sabbat, schärfere und häufigere Kontrollen, Verwaltungsgebühren zum Höchstsatz. Goebbels schrieb darüber: „Helldorff überreicht mir eine Aufstellung der in Berlin gegen die Juden getroffenen Maßnahmen. Die sind nun wirklich rigoros und umfassend. Auf diese Weise treiben wir die Juden in absehbarer Zeit aus Berlin heraus.“ Ab 1938 erpresste er von emigrationswilligen Berliner Juden die sogenannte Helldorff-Spende, bevor er ihnen ihren zuvor konfiszierten Reisepass aushändigen ließ.
Im Gegensatz dazu steht das nachsichtige Urteil des Schriftstellers und NSDAP-Mitglieds Hans-Otto Meissner, Helldorff habe „viele Juden in bemerkenswerter Weise geschützt und einer Anzahl zur Emigration verholfen.“ Auch andere Zeitzeugen bestätigen, sie hätten bei Helldorff erfolgreich für jüdische Freunde interveniert. Allerdings gibt es Anhaltspunkte, dass Helldorff dafür Geld verlangte. Um 1937 wurde Helldorff einmal von einem SA-Mann angezeigt, weil er sich zusammen mit seinem Schwager Wedego von Wedel bei einem jüdischen Zahnarzt behandeln ließ, woraufhin Heinrich Himmler Ermittlungen zum Wahrheitsgehalt der Anschuldigungen einleitete, der sich bestätigte. Nachteilige Konsequenzen für Helldorff oder seinen Schwager sind jedoch nicht feststellbar.
Während des Krieges beteiligte sich die Berliner Polizei unter Helldorffs Leitung an der Deportation deutscher Juden.

## Kontakte zum Widerstand
Helldorff hatte über seinen Untergebenen Fritz-Dietlof Graf von der Schulenburg, mit dem er befreundet war, Kontakte zu hohen Offizieren der Wehrmacht. Er zeigte sich empört über die Intrigen bei der Blomberg-Fritsch-Krise und spielte der Wehrmachtführung entlastendes Material zu, das von der Gestapo zurückgehalten wurde. Angesichts der drohenden Kriegsgefahr knüpfte er 1938 Kontakte zu Ludwig Beck und Erwin von Witzleben. Helldorff gab später Geheimberichte des Sicherheitsdienstes an Hans von Dohnanyi weiter, in denen die Massenerschießungen in Polen dargestellt waren. Auch zu Friedrich Fromm und Friedrich Olbricht hatte er Verbindung. Mit Claus Schenk Graf von Stauffenberg traf er sich im Jahre 1944 mehrfach.
Die Verschwörer überschätzten allerdings die Möglichkeit, über Helldorff den Polizeiapparat nutzen oder auch nur neutralisieren zu können. Helldorffs zögerliche Haltung beim Staatsstreich kann dahin gedeutet werden, als wollte er sich nach beiden Seiten absichern. Allerdings muss offenbleiben, ob denn seinen Anordnungen überhaupt Folge geleistet worden wäre.

## Tod

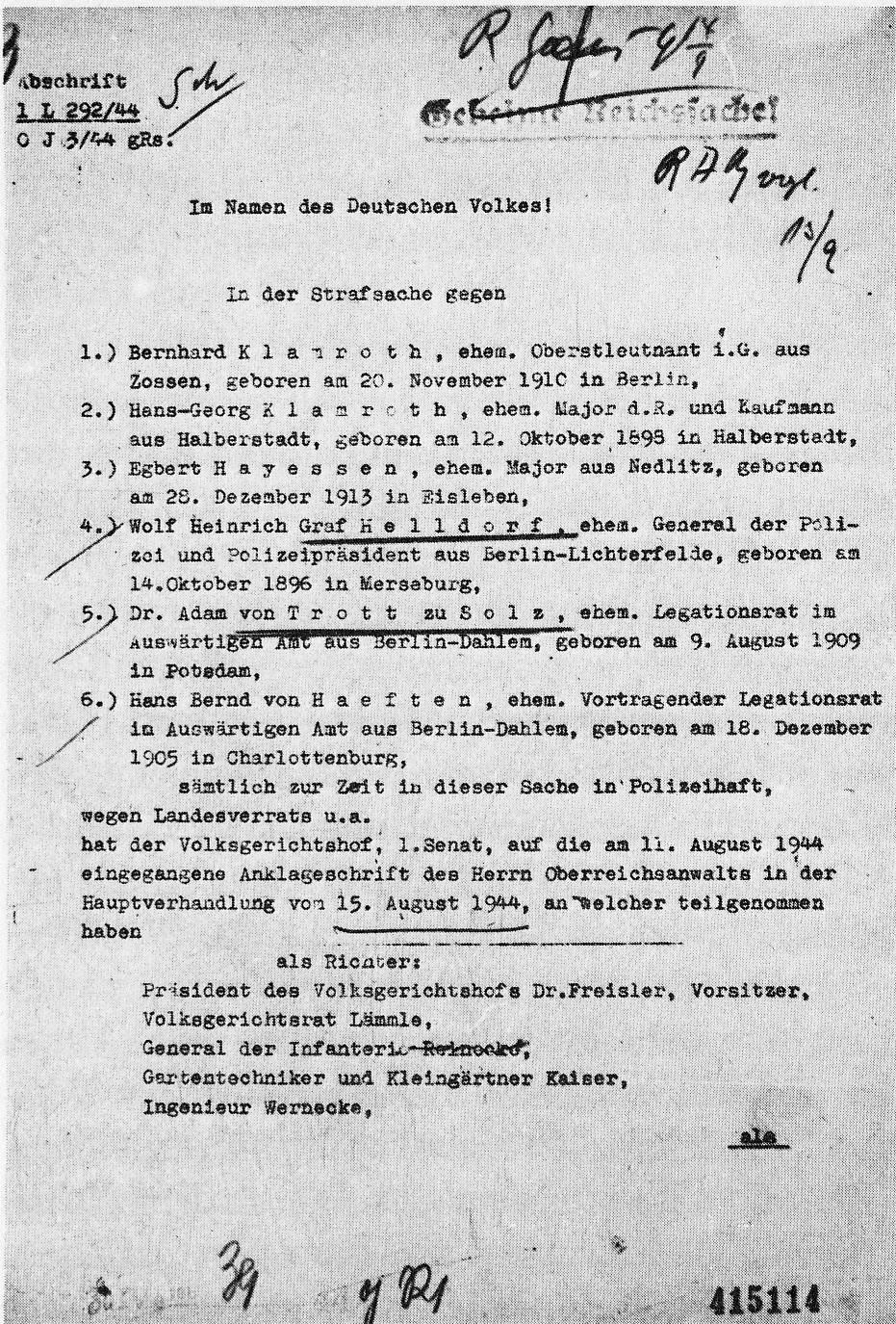
Erste Seite des Urteils des Volksgerichtshofs, die weiteren Angeklagten sind Bernhard Klamroth, Hans Georg Klamroth, Egbert Hayessen, Adam von Trott zu Solz und Hans Bernd von Haeften

Wegen seiner Teilnahme an der Verschwörung vom 20. Juli 1944 wurde Helldorff vom Volksgerichtshof unter Roland Freisler zum Tode verurteilt. Die Reaktion auf Helldorffs „Verrat“ war überaus heftig. Goebbels klagte wiederholt über den Undank des Verräters, den er gefördert und dem er aus einem Geheimfonds ein Gut von 500 Morgen Land geschenkt habe. Heinrich Himmler zählte 1944 bei seiner Rede vor den Gauleitern Helldorff an erster Stelle unter den Verschwörern auf.

„Jetzt kommt leider etwas ganz Betrübliches. Mit im Bunde war leider ein alter Parteigenosse, Graf Helldorf. Er hat seit einem halben Jahr bis einem Jahr den ganzen Verrat voll und ganz mitgemacht, ausgerechnet er. Das ist eine der paradoxesten Sachen. Er beschwerte sich, die Partei sei so bonzenhaft geworden. Daraufhin wurde ihm aber sofort von unserem Beamten, der ihn vernahm […], gesagt: Erlauben Sie, dann sind Sie der Oberbonze. Ausgerechnet Herr Helldorf,[sic] den früher Dr. Goebbels und ich, glaube ich, bestimmt zweimal, wenn nicht dreimal entschuldet haben. [Einwurf von Goebbels: Mit 80.000 Mark, und er besitzt vier Wohnungen im bombardierten Berlin!]“

Auch Hitler klagte, er habe dem Grafen vier- oder fünfmal die Schulden bezahlt, selten weniger als 100.000 Mark. Hitler ordnete hasserfüllt an, dass Helldorff drei Hinrichtungen ansehen und danach in Plötzensee selbst erhängt werden solle.
Auf dem Friedhof in Tangstedt (Kreis Stormarn) findet sich nur der Namenszug, da es keine sterblichen Überreste gab. Die Asche wurde an einem unbekannten Ort verstreut.

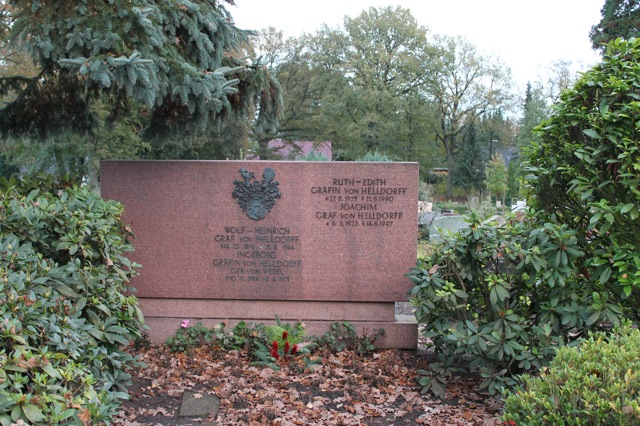
Familiengrab derer von Helldorff in Tangstedt, Kreis Stormarn, Schleswig-Holstein

Von Helldorffs Ehefrau Ingeborg wurde anders als viele Familienangehörige der Verschwörer des 20. Juli trotz der Verwicklung ihres Mannes nach dessen Hinrichtung nicht in Sippenhaft genommen und festgehalten. Vermutungsweise wird dies darauf zurückgeführt, dass sich ihr Bruder Wedego von Wedel für sie eingesetzt haben könnte.

## Bewertungen
Konrad Heiden bezeichnete Helldorff als „einen Abenteurer und Landsknecht übelster Sorte“. André François-Poncet, damals Botschafter Frankreichs, nannte ihn einen „sinistren Abenteurer“. Albert Speer fühlte sich durch Helldorffs Gier „angewidert“, als dieser sich 1938 in Wien mit Luxusgütern eindeckte. In der Literatur über den deutschen Widerstand wird der Name Helldorff kaum erwähnt. Er war „eine schillernde und umstrittene Figur“ in Widerstandskreisen. Helldorff „gehört zu den widersprüchlichsten Gestalten des Dritten Reiches“ und wirkt wegen seiner Leichtfertigkeit, seiner Verschwendungssucht, seiner antisemitischen und korrupten Einstellung nicht sympathisch. Andererseits verharrte er nach Ted Harrison nicht „in blindem Glauben“ und Gehorsam, sondern fühlte sich abgestoßen von Intrigen und Massenmorden und wendete sich gegen eine Regierung, die das Land in Krieg und Unglück stürzte.

## Familie
Aus Helldorffs am 11. Oktober 1920 in Rothenburg ob der Tauber geschlossener Ehe mit Ingeborg Ellinor von Wedel (* 10. November 1894 in Darmstadt; † 8. April 1971 in Munster) gingen fünf Kinder hervor:
- Wolf-Ingo Ferdinand Julius Heinrich Benno (* 23. Oktober 1921 in Leipzig; † 22. Februar 1991)
- Joachim Ferdinand Hans Heinrich Wedego (* 6. März 1923 in Wohlmirstedt; † 14. Juni 1997)
- Oda Carmen Gisela Henriette (* 20. Januar 1927 in Wohlmirstedt; † 7. November 2012), Ehefrau des Bundeswehrgenerals Franz-Joachim Freiherr von Rodde[26]
- Hans-Benno Ferdinand Heinrich (* 3. März 1929 in Harzburg; † 10. August 2016)
- Olaf Rüdiger Heinrich (* 15. Mai 1936 in Berlin; † 14. Januar 2022)

## Publikationen
- Richtlinien für die Behandlung von Judenangelegenheiten, Berlin 1937.
- Bekanntmachung des Polizeipräsidenten über luftschutzmäßiges Verhalten, Berlin 1938.
- An alle Berliner! Die Luftschutzbereitschaft der Berliner Bevölkerung darf nicht nachlassen, gemeinsam mit Ludwig Steeg, Berlin 1941.

## Nachlass
Im Bundesarchiv (BArch) haben sich verschiedene Personalakten zu Helldorff erhalten. Namentlich eine DS-Akte (Mikrofilm G 146), eine OPG-Akte, eine PK-Akte (Mikrofilm E 114, Bilder 2229 bis 2260), eine SA-Akte (Mikrofilm 19-A, Bilder 444 bis 571) und eine SA-P-Akte (Mikrofilm D 108, Bilder 1599 bis 1996).

## Auszeichnungen
- Eisernes Kreuz (1914/1918) II. und I. Klasse
- Kriegsverdienstkreuz (1939) mit Schwertern II. und I. Klasse
- Ritterkreuz des Kriegsverdienstkreuzes
- Goldenes Parteiabzeichen der NSDAP am 30. Januar 1938[27]
- Dienstauszeichnung der NSDAP in Silber
- Panzerkampfabzeichen in Bronze am 2. September 1941
- Großherzoglicher Weimeraner Hausorden des weißen Falken II. Klasse mit Schwertern
- Frontkämpferabzeichen mit Schwertern
- Großoffizierskreuz des bulgarischen St. Alexander Ordens
- Konterkreuz mit Sternen (ungarischer Verdienstorden)
- Großoffizierskreuz des Ordens der Krone von Italien
- Königlich Bulgarischer Verdienstorden 1. Klasse
- Luftschutzehrenzeichen 2. Stufe von 1940 und 1. Stufe von 1944